# Рыбковское сельское поселение
Ры́бковское се́льское поселе́ние — муниципальное образование в составе Сафоновского района Смоленской области России.
Административный центр — деревня Рыбки.

## История
Образовано Законом Смоленской области от 28 декабря 2004 года.
Главой поселения и Главой администрации является Никитина Наталья Ивановна

## Население
| 1995 | 1996 | 1997 | 1998 | 1999 | 2000 | 2001 |
| ---- | ---- | ---- | ---- | ---- | ---- | ---- |
| 885  | ↗897 | ↘882 | ↘864 | ↘844 | ↗868 | ↘857 |
| 2002 | 2003 | 2004 | 2005 | 2006 | 2007 | 2011 |
| ↘830 | ↗843 | ↘840 | ↗866 | ↗886 | ↗899 | ↘853 |
| 2012 | 2013 | 2014 | 2015 | 2016 | 2017 | 2018 |
| ↘842 | ↗846 | ↘837 | ↘831 | ↘814 | ↗817 | ↘813 |
| 2019 | 2020 | 2021 |      |      |      |      |
| ↘801 | ↘780 | ↘759 |      |      |      |      |

## Географические данные
- Общая площадь: 88,3 км²
- Расположение: северо-западная часть Сафоновского района
- Граничит:
  - на севере — с Вадинским сельским поселением
  - на востоке — с Дроздовским сельским поселением
  - на юге — с Вышегорским сельским поселением
  - на западе — с Ярцевским районом
- Крупные реки: Ведоса.

## Населённые пункты
В состав поселения входят следующие населённые пункты:
| № | Населённый пункт | Тип     | Население |
| - | ---------------- | ------- | --------- |
| 1 | Зарьево          | деревня | 40        |
| 2 | Рыбки            | деревня | 865       |

## Экономика
Сельхозпредприятия, школа, магазины, библиотека, свиноводство.